# Якубовичи-Пасхалисы
Якубовичи-Пасхалисы (пол. Jakubowicz-Paschalis) — дворянский род армянского происхождения.
Пасхалис Якубович († 1816/1817), в награду заслуг, оказанных им введением полезных фабрик в крае, получил изображенный герб вместе с потомственным дворянством по грамоте Короля Польского Станислава II Августа Понятовского 1791 года Марта 8 дня.
Его сыновья, Марек-Йозеф и Александр, подтверждены в потомственном дворянском достоинстве Царства Польского с гербом ЯКУБОВИЧ в 1837 г.

## Описание герба
В зелёном поле барашек на мураве, держащий правою ногою малое знамя.
В нашлемнике орлиное крыло, ребром влево и влево же проткнутое стрелою. Герб Якубович (употребляют: Якубовичи-Пасхалисы) внесен в Часть 2 Гербовника дворянских родов Царства Польского, стр. 135.